# Peux-et-Couffouleux
 Peux-et-Couffouleux  là một xã ở tỉnh Aveyron, thuộc vùng Occitanie ở miền nam nước Pháp.